# یاگودنه ماوه
یاگودنه ماوه (به لاتین: Jagodne Małe) یک روستا در لهستان است که در گمینا میوکی واقع شده‌است.